# Hito Steyerl
Hito Steyerl   (Múnic, 1 de gener de 1966) és una cineasta d'estil documental que ha evolucionat fins al videoart, la instal·lació i la performance. A les seves obres audiovisuals, textos teòrics i conferències performatives barreja realitat i ficció per reflexionar sobre l'impacte de la circulació d'imatges a la societat contemporània. Qüestiona els fonaments de veracitat i objectivitat del gènere documental, la saturació d'imatges, d'informació i el control social que es realitza. El feminisme, el multiculturalisme i la política també figuren entre els temes més freqüents. Està reconeguda com una de les artistes més importants i influents del panorama contemporani d'arts visuals.

## Biografia i trajectòria artística
Nascuda a Múnic el 1966, viu i fa feina a Berlín.

### Formació.
La seva formació va començar amb els estudis en cinematografia i filmació documental a l'Academy of Visual Arts de Tòquio (1987-1990) amb Shohei Imamura i Kazuo Hara. Va continuar estudiant filmació documental i teoria del cinema a la Universitat de Televisió i Cinema (Múnic, 1992-1998) i finalment un Doctorat en Filosofia a l'Acadèmia de Belles Arts de Viena (2001-2003). Actualment és professora a la Universitat de les Arts de Berlín, on actualment hi resideix i treballa. Al cinema ha treballat com a assistent de direcció, productora i coordinadora tècnica. La mort de la seva amiga de la infantesa Andrea Wolf (1965-1998), en circumstàncies poc clares al Kurdistan, és clau a la seva vida i obra.

### Primeres influències.
Les primeres influències reconeixibles al món cinematogràfic són Wim Wenders i Harun Farocki, integrants del corrent conegut com a Nou Cinema Alemany, per la seva crítica social, l'adscripció al moviment contracultural i les produccions de baix cost. Per altra banda trobem el francès Chris Marker, pioner del documental subjectiu i de l'assaig cinematogràfic amb una producció artística polifacètica.

### Primeres obres i docència.
Les primeres obres de Steyerl són curtmetratges de baix cost: Germany and Identity (1994), Land of Smiles (1996), Babenhausen (1997), The Empty Center (1998), Normality 1-X (2001). Paral·lelament comença la seva etapa com a docent a diferents centres per Europa: Universitat de les Arts de Berlín (2001-2003), Goldsmiths College (Londres, 2004-2005), o la Reial Acadèmia de Belles Arts de Dinamarca (2009-2010) són alguns exemples. Des del 2011 és professora de cinema experimental i vídeo a la Universitat de les Arts de Berlín.

### Exposicions.
Ha exposat la seva obra en nombroses mostres col·lectives: 3ª Biennal de Berlín Arxivat 2018-08-11 a Wayback Machine.(2004), Manifesta 5 (Sant Sebastià, 2004), la Documenta 12 de Kassel (2007), Biennal de Xangai (2008), Taipei Biennial Arxivat 2016-04-25 a Wayback Machine. (2010), 55ª Biennal de Venècia (2013), la 13a Biennal d'Istanbul (2013) i el 2015 com a representant al pavelló alemany a la 56ª Biennal de Venècia (2015). Individualment destaquen: Focus Hito Steyerl - Institut de'Art de Chicago (Chicago, IL, 2012), Hito Steyerl - Van Abbemuseum (Eindhoven, 2014), Institut of Contemporary Arts (Londres, 2014) i Duty-Free Art al Museu Nacional d'Art Reina Sofia (Madrid, 2015).

## Context[10][11][12]

### Moviments socials dels anys 60 i 70.
Al final dels seixanta i durant els setanta, esclaten les primeres organitzacions estudiantils d'esquerra que denuncien la guerra i la discriminació racial. Són els anys de la Guerra del Vietnam, dels Panteres Negres, de Malcom X i de Martin Luther King. Les manifestacions estudiantils i les revoltes culturals s'estenen pel món sota l'esperit del Woodstock dels Estats Units o del Maig del 68 de París i expandeixen ràpidament el seu interès a tota mena de lluites socials: s'ataquen els tabús sexistes i comença una lluita en favor dels drets de la dona i dels homosexuals.
Els artistes, interessats a aproximar l'art a la vida i implicats en els esdeveniments de la seva època, comencen a adoptar una postura crítica davant les injustícies socials i polítiques i les reflecteixen en les seves obres. Les obres videogràfiques que fomenten la crítica no es donen de manera aïllada, sinó que formen part de la trajectòria coherent d'un artista que manté aquest interès al llarg de la seva carrera. Aquestes propostes parteixen de la denúncia cultural, social i política, i tenen per objectiu restablir la funció social de l'art.

### El vídeo com a art.
El vídeo no existeix com a fenomen independent: ni la seva incorporació a l'art va tenir lloc en un únic moviment artístic, es va produir amb total connexió amb la situació cultural, social i política de la seva època. Els videoartistes el van utilitzar també com a alternativa mediàtica per a abordar les qüestions socials i polítiques de tota una generació. Els joves es troben immersos dins una societat amb la que no comparteixen els punts de vista i es comencen a rebel·lar contra l'ordre social establert. És una època de profunds qüestionaments de tota classe i de crisi de valors.

### El moviment Fluxus.
El moviment Fluxus neix a Alemanya pels anys 60 arran de la influència d'una exposició antològica del dadaisme. El seu principal teòric i líder George Maciunas, va publicar una sèrie de diagrames i manifestos amb la intenció de transgredir els cànon acadèmics, artístics i culturals. Altres integrants destacats d'aquest grup, pioner en l'ús del vídeo, són Nam June Paik i Wolf Vostell. La importància del contingut teòric en les obres i la funció social de l'art són constants en l'obra de Steyerl.
Segons Maciuna el moviment defensava uns nous valors en l'art, ignorant les teories artístiques preferia atorgar una valors ètics que no pas estètics a les obres. D'aquesta forma era un art que fomentava l'exploració artística i l'activisme social i polític, i generava un canvi de concepció artística, ja que no valorava l'objecte artístic com a tal, sinó els seus actes, emocions i opinions. Amb aquest art els artistes tractaven com a fenòmens concrets l'espai i el temps. A més és un moviment definit com a art-diversió, ja que apel·la a les qualitats monoestrucutrals i no teatrals de l'esdeveniment natural simple, com un joc o una broma.
Les primeres manifestacions incorporant el vídeo eren performance enregistrada o vídeo-performance, Steyerl afegeix una passa més anomenant algunes de les seves conferències "lecture performer".
Les influències de Fluxus, segons Maciunas, són els Nouveaux Réalistes, l'art conceptual de Henry Flynt, els ready-made de Duchamp, la música concreta de John Cage (1939) i l'esdeveniment intermedi al Black Mountain College (1952) amb Merce Cunningham, Robert Rauschenberg i d'altres.

## Obra (selecció)
November (2004) és un curtmetratge de 25 minuts plantejat com un una pel·lícula feminista de Kung-Fu. Bons i dolents lluiten amb una significativa diferència de mitjans, els primers amb les mans i els segons amb armes. No compta amb un argument perfectament descrit segons l'autora i admet que en un primer visionat no és fàcil descobrir la relació d'un film d'acció en temes com el terrorisme, la globalització, el colonialisme i els conflictes bèl·lics. La mort de la seva amiga i protagonista del curtmetratge, Andrea Wolf, fa que emprengui una recerca en busca de respostes. Així doncs, November és una elegia a l'activista d'esquerres i una reflexió sobre la mort d'aquestes ideologies revolucionàries. La falta d'informació fa que comenci a qüestionar la veracitat dels mitjans de comunicació i la fiabilitat de les imatges. Trobar un cartell amb la fotografia de la seva amiga desapareguda convertida en màrtir del PKK al costat d'altres pornogràfiques, va fer que Steyerl es comenci a interessar per la circulació i apropiació d'imatges a nivell global.
Al MANIFESTA 5, a San Sebastian, Hito Steyerl va presentar November. El film té una durada de 25:29 minuts i des del 2016 que es pot trobar al Museu Reina Sofia de Madrid.
Aquest és el punt de partida de Lovely Andrea (2007). Amb l'excusa de trobar unes fotografies de tipus bondage que li varen fer quan era estudiant a Tòquio el 1987 amb el pseudònim Lovely Andrea, Steyerl investiga el món dels aficionats a aquest tipus d'imatges i la seva relació amb els conceptes de dominació, identitat i cultura popular. Protagonista del metratge per partida doble, investigadora i la imatge que es vol recuperar, alterna les imatges filmades amb dibuixos animats, música i videoclips.
Red Alert (2007) és una instal·lació que reinterpreta el tríptic de Aleksandr Ródtxenko Colors Purs: vermell, grog i blau (1921). Només utilitza el color vermell, en les pantalles i en la catifa vermella, que fa referència al màxim nivell d'alerta d'un país davant un atac terrorista.
In Free Fall (2010) és una trilogia que inclou Before the Crash, After the Crash i Crash. Narra la història de la crisi econòmica fent servir un cementeri d'avions al desert de Mojave (California). La vida d'un avió Boeing 4X-JYI serveix com a exemple per a comprovar l'afirmació de Sergei Tretyakov que la biografia d'un objecte és socialment més interessant que la d'un heroi. En aquesta obra en vídeo l'autora revela connexions inesperades entre economia, violència i espectacle en l'època del capitalisme globalitzat.
Strike (2010) és un vídeo de menys de 30 segons en bucle. Mostra a l'autora colpejant una pantalla en negre, en el moment de l'impacte apareixen uns patrons aleatoris. Reforça la idea de l'existència física de les imatges, les limitacions de la seva reproducció, còpia i circulació que influeixen en el seu impacte. Altres crítics ho han interpretat com una resposta activa davant l'agressivitat dels mitjans de comunicació de masses amb el missatge "colpejar abans que esser colpejats".
Adorno's Grey (2012) és una instal·lació que consta de una projecció damunt quatre pantalles, paret i fotografies. La llegenda diu que el professor Theodor W. Adorno havia pintat la paret de l'aula on donava classes de color gris, per a evitar distraccions. L'obra documenta la recerca d'un grup de conservadors que investiguen a la paret per trobar el gris d'Adorno. Una veu recorda un incident que va ocorre el 1969, quan tres dones es van apropar al professor mostrant-li els pits fins que va marxar de la classe espaordit, Adorno ja no va tornar a donar classes mai més.
Abstract (2012) és un vídeo que documenta la visita de l'artista al lloc de la mort de la seva amiga Andrea Wolf i altres 40 més que varen morir a mans de l'exèrcit Turc al Kurdistan. Dividit en dues pantalles, en una mostra aquesta visita, mentre que a l'altra mostra façanes d'edificis alemanys amb el seu número de telèfon. Així vol mostrar l'origen de l'armament utilitzat als conflictes (Turquia és el segon client d'armament d'Alemanya) i connecta el llenguatge cinematogràfic i el del combat, per exemple amb una imatge visualitzada a través del visor d'un fusell.
I Dreamed a Dream: Politics in the Age of Mass Art Production (2013) és una conferència performativa basada en la idea que de la mateixa forma que l'accés a les armes va democratitzar els privilegis de la classe dirigent, avui l'art ha esdevingut un fenomen de masses. El seu elitisme s'ha trencat. Però què és el que s'ha democratitzat? Els shows humiliants de talents a la televisió? Les petites esperances que els integrants de la classe urbana tenen en una carrera creativa? Steyerl pren l'obra de Victor Hugo Els Miserables com a eix d'una història de rebel·lia i auto-explotació, el mite artístic i la indústria de la cultura. En aquesta conferència, el guerriller Camarada X i la llegenda dels concursos de talents Susan Boyle acaben al mateix lloc que Steyerl i els oients: somiant l'estrany somni de la lluita per la llibertat en el món del capitalisme creatiu.
Is the Museum a Battelfield? (2013) és una altra conferència performativa. En aquest cas reflexiona damunt el fet que els museus són camps de batalla a on els esforços polítics i econòmics pel control social s'han dirimit. L'artista es reconeix enmig del camp de batalla, entenent la seva estreta relació amb el complex món cultural i militar. Quan investiga l'origen d'una bala que va matar a la seva amiga Andrea Wolf, descobreix que el responsable de la fabricació, Lockheed Martin, esponsoritza la Biennal d'Istanbul on dona la seva conferència i també patrocina la seva exposició a l'Institut d'Art de Chicago, que mostra la pel·lícula que narra la mort de la seva amiga Andrea. Més enllà de la reivindicació personal i sense voler menysprear la crítica de com l'art contemporani ha estat segrestat pel capital, aquesta obra aprofundeix en el fet que l'art és una pràctica que involucra una sèrie de relacions socials. Buscant resposta a la pregunta si l'art pot sobreviure a l'època post-industrial, Steyerl dona passes per aconseguir que sigui possible
Liquidity Inc. (2014) és un vídeo de 30 minuts. Es mostra la història de Jacob Wood, que va perdre la feina quan el Lehman Brothers Bank va fer fallida el 2008. Nascut a Vietnam i orfe de guerra va arribar als Estats Units sota l'Operació Babylift del president americà Gerald Ford. Després de la fallida del banc va tornar a la lluita d'arts marcials. Imatges de lluites en gàbies i surfistes, ones i imatges de prediccions meteorològiques es succeïxen en una història d'auto-determinació i lluita en les impredictibles aigües dels corrents econòmics que ho inunden tot, com un aberrant anunci de tempesta a la pantalla.
How Not to Be Seen: a Fucking Didactic Educational.MOV File (2014). Tal com es deriva del títol, és una paròdia malvada en forma de vídeo-tutorial. La primera part del títol és un homenatge a un sketch dels Monty Python. A les quatre seccions del vídeo es mostren de forma seriosa diferents formes per passar desapercebut. Però els semblen ridículs: ocultar-se a la vista, reduir-se a una dimensió més petita que un píxel, viure a una comunitat tancada o ser una dona major de 50 anys. Una veu d'home automatitzada amb un estrany accent anglès i una serie de figures inexpressives són els instructors perfectes. Els instructors simulen les actituds que es poden observar quan s'utilitza el telèfon mòbil, reduint la distància entre el món virtual i el real. Però la intenció de l'autora va més enllà, amb la pretensió de voler ser invisible al·ludeix a la capacitat de ser esborrat. La vigilància i el seguiment al que estem sotmesos des de fa temps possibilita que ens puguin esborrar els altres: les autoritats.
Duty Free Art (2015). En aquest vídeo torna a qüestionar la realitat des de la implicació d'un tema conegut: la funció social de l'art. Zones franques on les obres es trafiquen com a mercaderies especulatives, de forma invisible i lliures de pagar imposts. Són com les guerres civils, una part important oculta del negoci internacional de l'art, faciliten la redistribució de la propietat pública a mans privades i són catalitzadores de la desigualtat global. Steyerl utilitza documents de Wikileaks per a demostrar com el Museu del Louvre, el Museu Britànic i l'arquitecte Rem Koolhaas varen ajudar al règim de Baixar al-Àssad de Síria a planificar els museus i gentrificadors. Al darrere d'aquesta estructura s'amaguen les estructures de producció i comunicació que van des de dalt cap a baix de l'art contemporani. Steyerl proposa una inversió de la perspectiva i dona la seva des de baix cap a dalt.
Factory of the Sun Arxivat 2016-04-07 a Wayback Machine. (2015). És una instal·lació i un vídeo de 23 minuts. Utilitza l'emfàtica noció de llum solar com a símbol de progrés per dur-nos, de forma crítica i lúdica, al centre del debat de la nostra vida digital. En format de videojoc per aprofitar l'estructura narrativa d'entreteniment popular i relaxar al públic, reclama la llibertat d'acció que els individus i subjectes polítics tenen a la xarxa de fluxos digitals d'informació, interessos econòmics i distorsions socials i culturals. Es basa en la immaterialitat de la llum com a mitjà d'informació, els cossos físics i els valors. El vídeo va canviant de nivell de realitat, la narradora és al mateix temps la programadora del joc. Els protagonistes són introduïts com a treballadors esclaus en forma de figura que transforma els moviments de la figura en impulsos de llum, que és la base dels jocs de realitat virtual dels ordinadors. El muntatge és frenètic i les escenes de ball fan de motor d'una successió incessant d'imatges canviants. L'acte de ballar representa la forma més lúdica de la resistència del joves protagonistes en la seva lluita contra la supremacia dels seus adversaris invisibles.

## Escrits
Una part indivisible de la seva obra són els escrits teòrics en el que es basen. Les nombroses publicacions es poden trobar publicats a l'Institut europeu per a polítiques culturals progressives (eipcp). També es poden trobar a la revista digital e-flux
El 2012 va publicar el seu primer llibre "Los condenados de la pantalla", un recull de textos publicats a e-flux.